# 1226
| [ Edytuj tabelę ]                          |                                                          |
| Książę Małopolski                          | - 1211 Leszek Biały 1227                                 |
| Książę Wielkopolski                        | - 1202 Władysław III Laskonogi 1229                      |
| Król Angkoru                               | - 1218 Indrawarman II 1244                               |
| Król Anglii                                | - 1216 Henryk III 1272                                   |
| Król Aragonii i Walencji, hrabia Barcelony | - 1213 Jakub I Zdobywca 1276                             |
| Książę Bawarii                             | - 1183 Ludwik I 1231                                     |
| Margrabia Brandenburgii                    | - 1220 Otto III 1267                                     |
| Książę Burgundii                           | - 1218 Hugo IV 1272                                      |
| Cesarz Bizancjum                           | - 1222 Jan III Dukas Watatzes 1254                       |
| Car Bułgarii                               | - 1218 Iwan Asen II 1241                                 |
| Cesarz Chin                                | - 1224 Song Lizong 1264                                  |
| Król Cypru                                 | - 1218 Henryk I 1253                                     |
| Król Czech                                 | - 1198 Przemysł Ottokar I 1230                           |
| Król Danii                                 | - 1202 Waldemar II Zwycięski 1241                        |
| Władca Egiptu                              | - 1218 Al-Kamil 1238                                     |
| Cesarz Etiopii                             | - 1189 Gebre Meskel 1229                                 |
| Król Francji                               | - 1223 Ludwik VIII Lew 1226 - 1226 Ludwik IX Święty 1270 |
| Król Gruzji                                | - 1223 Rusudan 1245                                      |
| Hrabia Holandii                            | - 1222 Floris IV Holenderski 1234                        |
| Cesarz Japonii                             | - 1221 Go-Horikawa 1232                                  |
| Kalif                                      | - 1225 Az-Zahir 1226 - 1226 Al-Mustansir 1242            |
| Król Kastylii                              | - 1217 Ferdynand III Święty 1252                         |
| Patriarcha Konstantynopola                 | - 1222 German II 1240                                    |
| Władca Korei                               | - 1213 Kojong 1259                                       |
| Król Leónu                                 | - 1188 Alfons IX 1230                                    |
| Książę Litwy                               | - 1219 Dowsprunk 1238                                    |
| Cesarz Łaciński                            | - 1217 Robert de Courtenay 1228                          |
| Kalif Maroka                               | - 1224 Abdullah al-Adil 1227                             |
| Król Nawarry                               | - 1194 Sanczo VII 1234                                   |
| Król Norwegii                              | - 1217 Haakon IV Stary 1263                              |
| Hrabia Palatynatu                          | - 1214 Ludwik I Wittelsbach 1227                         |
| Papież                                     | - 1216 Honoriusz III 1227                                |
| Król Portugalii                            | - 1223 Sancho II 1248                                    |
| Sułtan Rumu                                | - 1220 Kajkubad I 1237                                   |
| Książę Rusi halickiej                      | - 1221 Mścisław II Udały 1227                            |
| Cesarz Rzymski (niemiecki)                 | - 1220 Fryderyk II 1250                                  |
| Książę Saksonii                            | - 1212 Albrecht I 1260                                   |
| Król Serbii                                | - 1217 Stefan Nemanicz 1228                              |
| Król Singasari                             | - 1222 Ken Angrok 1227                                   |
| Król Szkocji                               | - 1214 Aleksander II 1249                                |
| Król Szwecji                               | - 1222 Eryk XI Eriksson 1229                             |
| Doża Wenecji                               | - 1205 Pietro Ziani 1229                                 |
| Król Węgier                                | - 1205 Andrzej II 1235                                   |
| Wielki mistrz zakonu krzyżackiego          | - 1209 Hermann von Salza 1239                            |

Rok 1226 / MCCXXVI
stulecia: XII wiek ~
XIII wiek ~
XIV wiek

lata: 1216 «
1221 «
1222 «
1223 «
1224 «
1225 «
1226
» 1227
» 1228
» 1229
» 1230
» 1231
» 1236

## Wydarzenia w Polsce
- Konrad I Mazowiecki zwrócił się z prośbą o pomoc w walce z Prusami do zakonu krzyżackiego.

## Wydarzenia na świecie
- 4 marca – Hamm w Nadrenii Północnej-Westfalii uzyskało prawa miejskie.
- 9 marca - Dżalal ad-Din Manguberti, sułtan Imperium Chorezmijskiego, zdobywa Tbilisi, stolicę Królestwa Gruzji, zabijając wielu jej chrześcijańskich mieszkańców.
- 26 marca – cesarz rzymsko-niemiecki Fryderyk II wydał Złotą Bullę z Rimini, w której nadał Krzyżakom prawo do wszystkich ziem, jakie zdobędą podczas misji w Prusach, uznał też siebie za seniora zakonu krzyżackiego i Polski, a także uniwersalnego władcę chrześcijańskiej Europy[1].
- 11 września - W Awinionie w Prowansji formalnie rozpoczyna się praktyka Adoracji Najświętszego Sakramentu wśród świeckich Kościoła katolickiego.
- Zakon karmelitów zostaje zatwierdzony przez papieża Honoriusza III.
- 30 października - Trần Thủ Độ, przywódca dynastii Trần w Wietnamie, zmusza Lý Huệ Tônga, ostatniego cesarza dynastii Lý, do popełnienia samobójstwa.
- 8 listopada - Ludwik IX Święty został królem Francji[1][2]

data dzienna nieznana:
- Król Francji Ludwik VIII rozpoczyna wielką ofensywę na południe przeciwko albigensom i hrabiemu Tuluzie. Ramon Berenguer IV, hrabia Prowansji, korzysta z okazji, aby umocnić swój autorytet w autonomicznych gminach swoich posiadłości (październik). Większość miast musi zaakceptować władzę hrabiego, ale Marsylia i Nicea buntują się. Awinion jest oblężony[3].
- Król Portugalii Sancho II rozpoczyna wielką ofensywę przeciwko muzułmanom i zajmuje miasto Elvas[4].
- Fryderyk II, cesarz rzymski, zwołał w Cremonie Sejm Rzeszy.
- Nuneaton otrzymuje status rynku czarterowego od króla Anglii Henryka III.
- Rǫgnvaldr Guðrøðarson, król Wyspy Man, zostaje obalony jako władca i zastąpiony przez swojego przyrodniego brata, Olafa Czarnego.
- W Norwegii, brat Robert napisał Saga Af Tristram ok Ísodd, jedną z nielicznych, w pełni zachowanych wersji legendy o Tristanie i Izoldzie[5].

## Urodzili się
- 21 marca – król Karol I Andegaweński (zm. 1285)
- 21 czerwca – Bolesław V Wstydliwy, książę krakowski i sandomierski (zm. 1279)
- Bar Hebraeus/Abul-Faraj, Syryjski uczony, historyk i biskup (zm. 1286)
- Gertruda austriacka, księżna i pretendent do tronu (zm. 1288)
- Humilitas, włoska zakonnica, mistyczka, święta katolicka (zm. 1310)

## Zmarli
- 7 marca – William de Longespee, 3. hrabia Salisbury, angielski przywódca militarny
- 10 maja – Beatrycze d'Este, włoska benedyktynka, błogosławiona katolicka (ur. ok. 1192)
- 16 września – Pandulf Verraccio, Rzymski polityk kościelny
- 3 października – Franciszek z Asyżu, założyciel franciszkanów, święty (ur. 1181)
- 8 listopada – Ludwik VIII Lew, król Francji (ur. 1187)
- 14 listopada – Fryderyk z Isenbergu, niemiecki polityk (stracony) (ur. 1193)
- data dzienna nieznana – Robert de Ros, angielski baron (ur. 1177)